# Goyenia marplesi
Goyenia marplesi is een spinnensoort in de taxonomische indeling van de Desidae.
Het dier behoort tot het geslacht Goyenia. De wetenschappelijke naam van de soort werd voor het eerst geldig gepubliceerd in 1970 door Raymond Robert Forster.